# Олів'є (салат)
Олів'є — відомий салат, який вважається святковим і традиційним новорічним. Назву дістав на честь свого творця, шеф-кухаря  Люсьєна Олів'є, який тримав у Москві на початку 60-х років XIX століття трактир з французькою кухнею «Ермітаж».

## Історія
Найдавніша публікація рецепта салату Олів'є, відома на сьогодні, наведена в журналі «Наша їжа» № 6 за 31 березня 1894 року

У книзі П. П. Александрової «Настанови до вивчення основ кулінарного мистецтва» 1897 року видання вказаний наступний рецепт: 
 Салат олів'є
Необхідні продукти та їх пропорція на одну персону.
Орябок — ½ штуки. Картопля — 3 штуки, Огірки — 1 штука, Салат — 3 - 4 листки, Провансаль — 1 ½ стол. ложки, Гірчак зміїний — 3 штуки, Ланспіг — ¼ склянки, Каперці — 1 чайна ложка, Маслини — 3-5 штук.

Правила приготування: Нарізати Бланкет філе смаженого доброго рябчика і змішати з бланкетами відвареної, нерозсипчастої картоплі та скибочками свіжих огірків, додати каперс та оливок і залити великою кількістю соусу провансаль з додаванням сої кабуль. Остудивши, перекласти в кришталеву вазу, оформити раковими шийками, листками салату латук і рубаним ланспіком. Подавати дуже холодним. Свіжі огірки можна замінити великими корнішонами. Замість рябчиків, можна брати телятину, куріпку і курку, але справжня закуска олів'є готується неодмінно з рябчиків. 
За деякими даними початковий рецепт салату такий: 2 орябки, телячий язик, чверть фунта паюсної ікри, пів фунта свіжого салату, 25 штук відварних раків, пів банки пікулів, пів банки сої-кабуль, два свіжих огірки, чверть фунта каперсів, 5 яєць круто.
Для соусу: майонез провансаль повинен бути приготований на французькому оцті з 2 яєць і 1 фунта маслинової (оливкової) олії.

## Радянський «Олів'є»
У радянський час рецепти салату «Олів'є» неодноразово змінювалися, одні інгредієнти замінялися іншими, дешевшими і доступнішими. Стандартний радянський салат «Олів'є» складався з 5 інгредієнтів:
- Круто зварені яйця;
- Варена ковбаса «Лікарська»;
- Відварна картопля;
- Солоні огірки;
- Зелений горошок (консервований);

Все нарізають кубиками, перемішують і заправляють майонезом. Простота виготовлення і доступність інгредієнтів зробили цей салат надзвичайно популярною стравою в радянські роки. «Олів'є» був неодмінним атрибутом радянського святкового столу на 7 листопада і Новий рік. Інша назва сучасного рецепта цього салату — «Зимовий» — виникло через те, що його інгредієнти легко доступні в зимовий час, на відміну від інгредієнтів «літніх» салатів. У роки «перебудови» в «радянському» рецепті відбулися зміни: додалася варена морква, ковбасу стали замінювати вареним м'ясом, а як опція стали можливі навіть яблука. Варіант з куркою замість яловичини отримав назву салат «Столичний». Також одним з різновидів вважається салат «Московський»: туди додавали варену картоплю у великій кількості.

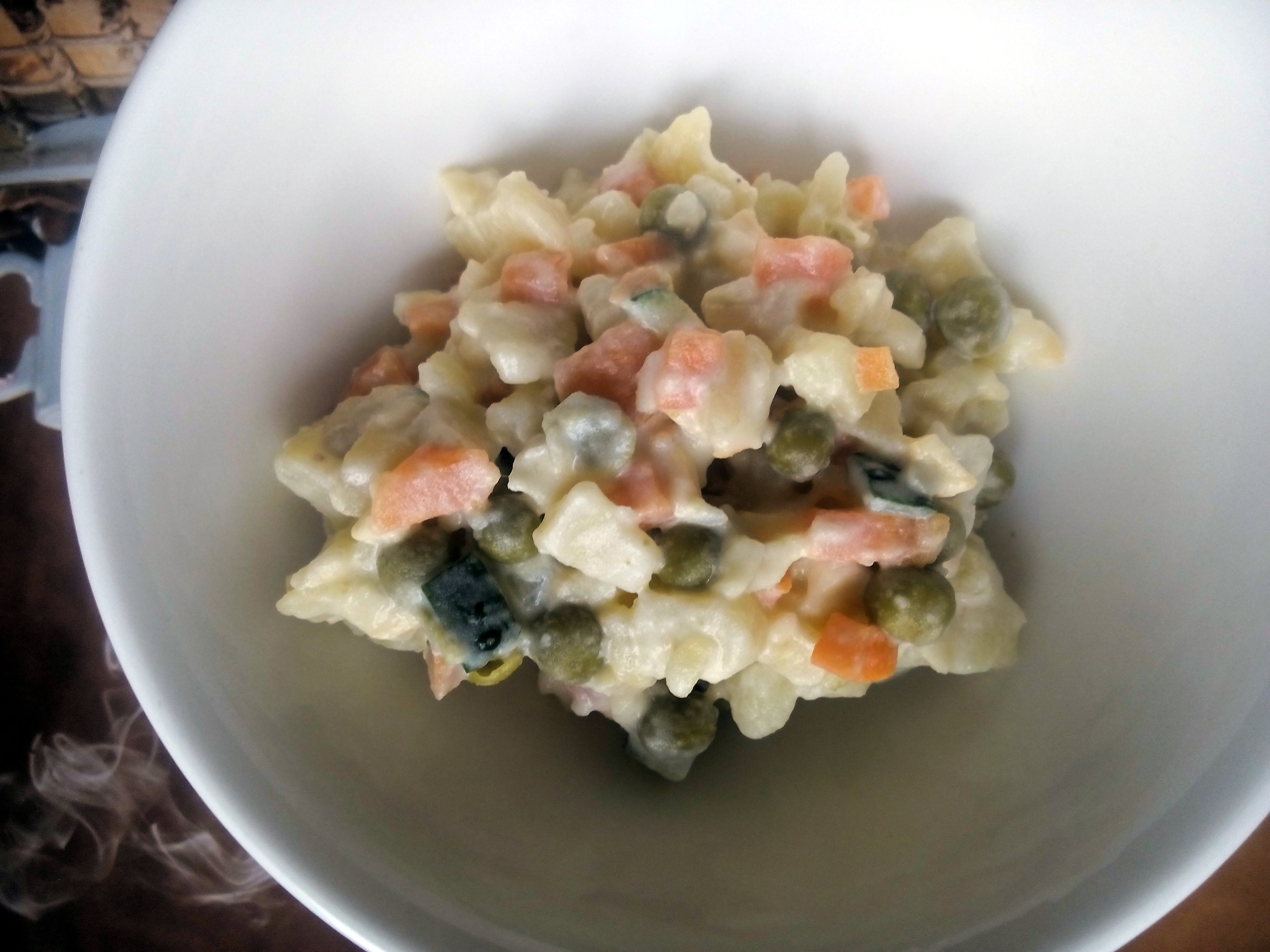
Вегетаріанський олів'є з копченим сиром, Чернігів

## Вегетаріанський «Олів'є»
Зі збільшенням кількості вегетаріанців в Україні став популярний[джерело?] вегетаріанський варіант салату — замість ковбаси використовують вегетаріанську ковбасу або копчений сир, майонез використовують також вегетаріанський. Копчений сир також замінюють квасолею, грибами, авокадо або сиром-тофу. Або й без того всього, але, наприклад, із соєвим соусом або асафетидою..
Також є і веганський (без молокопродуктів), і сироїдський варіанти, причому, сироїдський — навіть без варених продуктів.